# Wayuuzomus gonzalezspongai
Wayuuzomus gonzalezspongai är en spindeldjursart som beskrevs av Armas och Colmenares 2006. Wayuuzomus gonzalezspongai ingår i släktet Wayuuzomus och familjen Hubbardiidae. Inga underarter finns listade i Catalogue of Life.